# Rutschebanen (Dyrehavsbakken)
Rutschebanen (dänisch für Achterbahn) in Dyrehavsbakken (Klampenborg, Dänemark) ist eine Holzachterbahn des Herstellers Valdemar Lebech, die am 16. Mai 1932 eröffnet wurde.
Die 852 m lange Strecke erreicht eine Höhe von 22 m. Die Höchstgeschwindigkeit beträgt 55 km/h. Der Zug wird mittels eines 22 mm dicken Kabels den Lifthill hochgezogen. Die Geschwindigkeit beträgt dabei ca. 5,5 m/s.
Sie zählt zur Kategorie der Side-Friction-Achterbahnen, was bedeutet, dass die Züge keine Räder unter der Schiene haben, sondern nur seitlich geführt werden. Da durch zu hohe Geschwindigkeit die Gefahr besteht, dass die Züge abheben und entgleisen können, fuhr im Zug ein Bremser mit, der dafür sorgte, dass der Zug die zulässige Höchstgeschwindigkeit nicht überschreiten konnte.
Seit der Saison 2010 werden auf der Rutschebanen neue Züge des niederländischen Herstellers Kumbak eingesetzt. Die Züge mit zehn Reihen à zwei Plätzen bestehen aus GFK in Holznachbildung. Die Strecke erhielt Wirbelstrombremsen mit absenkbaren Schwertern an verschiedenen Bremspunkten und Permanentmagneten an den Wagen. Somit fährt die Bahn nicht mehr mit Bremsern im Zug.